# مایکل کالکین
مایکل کالکین (انگلیسی: Michael Culkin) بازیگر باتجربهٔ تئاتر، سینما و تلویزیون اهل انگلستان است.

## گزیدهٔ آثار

### سینما
- ۵۵ قدم (۲۰۱۷)
- آقای ترنر (۲۰۱۴)
- جاستین و شوالیه‌های دلیر (۲۰۱۳)
- بانوی آهنی (۲۰۱۱)
- شانگهای (۲۰۱۰)
- دوریان گری (۲۰۰۹)
- گشت شبانه (۲۰۰۷)
- دن کیشوت (۲۰۰۰)
- معشوق جاودان (۱۹۹۴)
- عنصر پنجم (۱۹۹۷)
- کندی‌من (۱۹۹۲)

### تلویزیون
- پولدارک (۲۰۱۵)
- پوآرو (۲۰۱۳)
- دانتون ابی (۲۰۱۲)
- روم (۲۰۰۵)
- شکارچی حرفه‌ای (۲۰۰۲)
- بازرس مُرس (۱۹۹۸)